# Henry Greer
Henry Kirk Greer (North Adams, SAD, 11. listopada 1899. – Dennis, SAD, 20. srpnja 1978.) je bivši američki hokejaš na travi. 
Osvojio je brončano odličje na hokejaškom turniru na Olimpijskim igrama 1932. u Los Angelesu. Odigrao je dva susreta na mjestu veznog igrača.

## Vanjske poveznice
- Profil na Database Olympics